# Elena Paunero Ruiz
Pour les articles homonymes, voir Ruiz.
Elena Paunero Ruiz, née à Valladolid le 21 septembre 1906 et morte à Madrid le 9 mars 2009, est une botaniste espagnole.

## Biographie
Professeure de botanique à l'Instituto-Escuela, sa carrière se déroule notamment au Jardin botanique royal de Madrid, ville dans laquelle elle décède en 2009.